# Kukicha
Kukicha (茎茶), hay trà từ cành, cũng gọi là bōcha (棒茶), là một loại hỗn hợp giữa các phần cuống lá, cành chính và cành con trong một cây trà xanh của Nhật Bản. Nó có giá trị như một loại trà xanh hoặc được chế biến trong quá trình oxi hoá nhiều hơn. Kukicha có hương vị và mùi hương độc đáo trong số các loại trà, vì nó bao gồm các bộ phận của cây trà xanh được loại trừ khỏi hầu hết các loại trà khác.
Nguyên liệu kukicha thông thường lấy từ quá trình sản xuất sencha hoặc matcha. Khi lấy nguyên liệu từ quá trình sản xuất gyokuro, nó có tên gọi là Karigane (雁ヶ音 / かりがね) hoặc Shiraore (白折 / しらおれ).
Kukicha có hương vị hạt phỉ dịu và ngọt ngậy nhẹ nhàng. Nó được làm bằng bốn loại cuống lá, thân và cành của Camellia sinensis. Để có kết quả tốt nhất, kukicha  được ngâm trong nước từ 70 °C (158 °F) tới 80 °C (176 °F). Các phiên bản trà xanh khác nhau tốt nhất có thể được ngâm trong vòng chưa đến một phút (ngâm quá lâu hoặc quá nóng, như đối với tất cả các loại trà xanh, sẽ khiến trà được pha có mùi vị đắng và không vừa miệng).
Khi thưởng thức, người ta thường ngâm kukicha trong ba hoặc bốn lần chế thêm nước.
Kukicha là một trong những loại trà được ưa chuộng nhất trong chế độ thực dưỡng.
Kukicha có thể được thêm vào nước trái cây để làm đồ uống cho trẻ em.
Điểm độc đáo của kukicha nằm ở chỗ bản thân nó có lượng caffeine rất thấp một cách tự nhiên mà không qua bất kỳ quá trình khử caffein công nghiệp nào.